# Кастель, Жанна Анаис
Жанна́ Анаи́с Касте́ль (фр. Jeanne Anaïs Castel), известна также под фамилией Шастель (фр. Chastel) и как Анаида Кастельян (исп. Anaide Castellan), Кастельянуш (порт. Castellanos;  26 октября 1819, Божё — 1858 или 1861, Париж) — французская оперная певица (сопрано).

## Биография
Брала уроки у Адольфа Нурри, училась в Парижской консерватории у Лауры Чинти-Даморо, а также в Милане у Джулио Марко Бордоньи. Ещё студенткой дебютировала в 1844 году на лондонской сцене в концертах Филармонического общества.

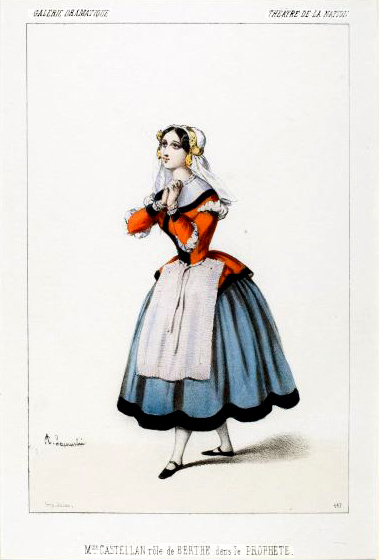
Кастель в роли Берты (литография А. Лакоши)

Первая исполнительница партии Берты в опере Джакомо Мейербера «Пророк» (16 апреля 1849 года, Кастель дебютировала этим выступлением на сцене парижской Оперы); по просьбе певицы Мейербер написал дополнительно выходную арию Берты — сперва более простую в до мажоре, потом более виртуозную в ре мажоре.
30 октября 1849 года вместе с Полиной Виардо и Луиджи Лаблашем пела Реквием Моцарта на похоронах Фридерика Шопена.
Пела также в лондонских премьерах «Лючии ди Ламермур» Гаэтано Доницетти (1845, заглавная партия, Театр Её Величества), «Сафо» Шарля Гуно (1851, Гликерия, театр Ковент-Гарден), «Фауста» Луи Шпора (1852, Кунигонда, театр Ковент-Гарден).
Среди других партий Кастель преобладали оперы Доницетти: «Дон Паскуале» (Норина), «Велизарий» (Антонина), «Линда ди Шамуни» (Линда), «Джемма ди Верджи» (Джемма); пела также Амину («Сомнамбула» Беллини), Норму («Норма» Беллини), Эльвиру («Пуритане» Беллини), Нинетту («Сорока-воровка» Россини), Розину («Севильский цирюльник» Россини), Семирамиду («Семирамида» Россини), Валентину («Гугеноты» Мейербера), Леонору («Трубадур» Верди), Леди Макбет («Макбет» Верди), Марию Тюдор («Мария Тюдор» Джованни Пачини) и др.
Последние несколько лет карьеры была примадонной Лиссабонской оперы.